# Par effraction
Pour plus de détails, voir Fiche technique et Distribution.
Par effraction (Breaking and Entering) est un film anglo-américain réalisé par Anthony Minghella et sorti en 2006.

## Synopsis
Will traverse une période difficile avec Liv, sa compagne. Il vient en plus d'installer son cabinet d'architecte paysagiste dans King's Cross, un quartier de Londres en pleine réhabilitation. Ses luxueux locaux attirent une bande du coin qui le cambriole à répétition. Excédé, Will finit par suivre l'un des jeunes voleurs jusque chez lui où le jeune homme, Miro, vit avec sa mère, Amira, une réfugiée bosniaque.
Afin d'en apprendre plus sur le gang, Will s'arrange pour sympathiser avec Amira mais rapidement, des sentiments imprévus surgissent. Pour Will, c'est le début d'une plongée au cœur d'un autre univers que le sien, et au plus profond de lui-même.

## Fiche technique
- Titre original : Breaking and Entering
- Titre français : Par effraction
- Réalisation : Anthony Minghella ; Steve E. Andrews, Paul Bennett, Caroline Chapman, Todd Embling et Anthony Wilcox (assistants)
- Scénario : Anthony Minghella
- Direction artistique :
- Décors : Alex McDowell
- Costumes :
- Directeur de la photographie : Benoît Delhomme
- Montage :
- Musique : Karl Hyde, Rick Smith (duo formant d'ailleurs le groupe de techno Underworld) et Gabriel Yared
- Casting : Michelle Guish et Gaby Kester
- Production : Tim Bricknell, Anthony Minghella, Sydney Pollack et Colin Vaines
- Sociétés de production :
- Sociétés de distribution :  Metro Goldwyn Mayer,  Buena Vista International
- Pays de production :  Royaume-Uni,  États-Unis
- Langue originale : Anglais britannique, Anglais américain et Serbo-croate
- Format : Couleur - 2,35 : 1 - 35 mm - Son Dolby SR + Dolby SR-DTS et SDDS
- Genre : Drame
- Durée : 120 minutes
- Dates de sortie :
  - Canada : 13 septembre 2006
  - États-Unis : 9 novembre 2006
  - Angleterre : 10 novembre 2006
  - France : 14 mars 2007

## Distribution
- Jude Law (VF : Xavier Fagnon) : Will
- Juliette Binoche (VF : elle-même) : Amira
- Robin Wright (VF : Michèle Buzynski) : Liv
- Martin Freeman (VF : Rémi Bichet) : Sandy
- Vera Farmiga (VF : Larissa Cholomova) : Oana
- Ray Winstone (VF : Bernard-Pierre Donnadieu) : Bruno
- Mark Benton (VF : François Dunoyer) : Legge
- Caroline Chikezie (VF : Annie Milon) : Erika
- Emma Buckley (VF : Marjorie Frantz) : l'agent de police Erin Carter
- Rafi Gavron (VF : Alexis Tomassian) : Miro
- Rad Lazar (VF : Sacha Vikouloff) : Dragan
- Eleanor Matsuura (VF : Margot Faure) : Ruby
- Poppy Rogers (VF : Lutèce Ragueneau) : Beatrice
- Juliet Stevenson (VF : Manoëlle Gaillard) : Rosemary
- Velibor Topic (VF : Bogdan Staonevitch) : Vlado
- Ed Westwick (VF : Donald Reignoux) : Zoran
- Kwesi Asiedu-Mansah : l'agent de police James
- Dado Jehan : l'animateur du bingo / le guitariste
- Helen Baker : l'agent de police Lorna Peace
- Lisa Kay : l'agent de police Primus
- Michael Shaeffer : l'homme à Soho Media
- Ellen Thomas : la juge
- Daon Broni : Yakubu
- Anna Chancellor : Kate
- Ting-Ting Hu : Wei Ping
- Eddie Joseph : Paul
- Branka Katic : Tanya
- Robert Purvis : Luca
- Michael Smiley : Thaddeus
- Serge Soric : le coursier

## Récompenses et distinctions

### Nominations
- 2006 : aux British Independent Film Awards, Juliette Binoche et Robin Wright Penn ont toutes les deux été nommées dans la catégorie « Meilleure actrice » ; Rafi Gavron a été nommé dans la catégorie « Meilleur espoir ».